# Île Gee
L'île Gee est un îlot de Nouvelle-Calédonie dans les Pléiades du Sud, une des îles Loyauté.